# Ronde d'Armor
La Ronde d'Armor (ou Rallye (de l') Ouest - Armor) est une ancienne épreuve de rallye française créée en 1968 et organisée sous l'égide de l'ASA Bretagne.

## Histoire
Cette course connut sa notoriété durant les années 1970, et fut intégrée au Championnat de France des rallyes à trois reprises au cours de cette période.

## Palmarès
Principales victoires (en gras en championnat de France D1) :
- 1972 : Joseph Bourdon / J.Moutard, sur Alpine A110 1600[1] ;
- 1973 : Philippe Renaudat / Jean-Jacques Lenne, sur Simca CG proto MC[2] ;
- 1975 : Joseph Bourdon / J.Moutard, sur Alpine A110[3] ;
- 1977 : Guy Fréquelin / Jacques Delaval, sur Renault Alpine A 310 V6 ;
- 1979 : Bernard Béguin / Jean-Jacques Lenne, sur Porsche 911 SC (2e Michèle Mouton / Françoise Conconi, sur Fiat 131 Abarth) ;
- 1980 : Jean-Claude Andruet / Denise Emmanuelli, sur Fiat 131 Abarth.

NB : Joseph Bourdon remporte aussi le Rallye du Touquet en 1971 sur Alpine A110 1600 S avec Jean-Claude Belly et le Rallye de la Côte Fleurie en 1974 sur sa A110 avec Moutard. Philippe Renaudat gagne quant à lui le Critérium de Touraine en 1972 et le Rallye de l'Ouest en 1973 comme pilote d'usine Simca.